# Estrategias de diseño pasivo
Las estrategias de diseño pasivo, denominadas por otros autores como Pautas de diseño pasivo, o diseño solar pasivo forma parte de la metodología de diseño implementadas por la arquitectura bioclimática y la arquitectura sustentable. Estas estrategias no son de uso general y deben adecuarse a cada condición y sitio particular donde se desee construir o diseñar una edificio bioclimático.

## Reseña histórica
Aunque hay textos previos que utilizan el adjetivo Pasivo para calificar un tipo de construcción adaptada al clima del lugar que aproveche los recursos naturales (suelo, orografía, sol, temperatura y humedad, vientos, etc); es en el libro publicado en 1979 del Arq. Edward Mazria, llamado El libro de la energía solar pasiva donde se sintetizan y explicitan estos conceptos y procedimientos de diseño.

## Las estrategias
Las estrategias se dividen en tres grupos principales que hacen referencia al planteamiento general de la forma del edificio en relación al sol, viento y árboles, la adecuada elección del sistema pasivo y detalles del mismo y finalmente recomendaciones para mejorar el rendimiento energético de una solución pasiva.

### Planteamiento general de la forma del edificio
- Ubicación del edificio
- Forma y orientación del edificio

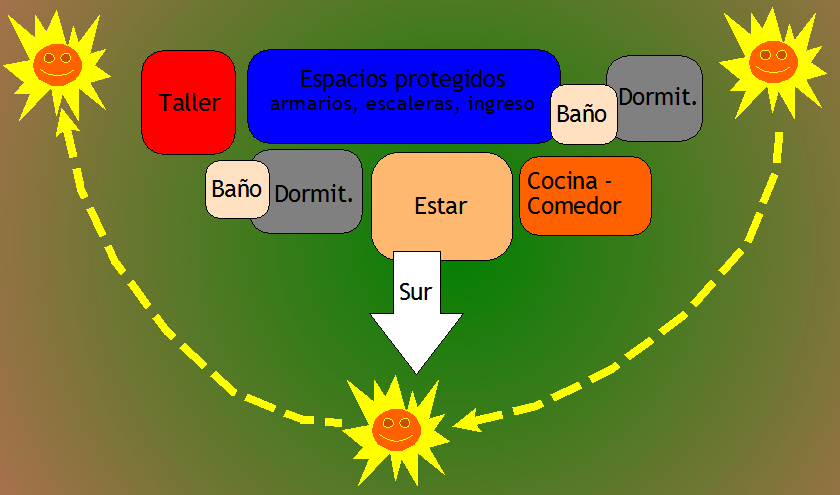
Ubicación de locales en el hemisferio norte en relación con la trayectoria del sol.

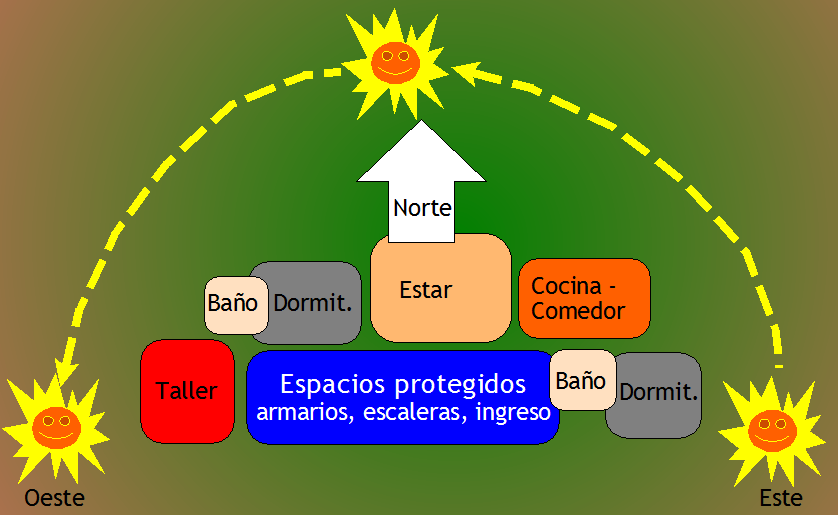
Ubicación de locales en el hemisferio sur en relación con la trayectoria del sol.

- Fachada al Norte (hemisferio norte) al Sur (hemisferio sur)
- Distribución interior
- Protección de la entrada
- Situación de las ventanas

### Sistemas pasivos
- Elección del sistema solar pasivo
- Materiales de construcción adecuados

#### Sistemas de aporte directo
- Ventanas captoras
- Lucernarios y claraboyas
- Almacenamiento térmico
- Muros de agua

#### Sistemas de almacenamiento térmico en el edificio
- Dimensiones de los muros
- Detalles de los muros
- Materialidad de los muros

#### Sistemas de invernaderos adosados
- Dimensiones del invernadero
- Acoplamiento del invernadero-interior

#### Sistemas de cubiertas-estanque
- Dimensiones de la cubierta-estanque
- Detalles de la cubierta estanque

#### Sistemas invernadero
- Invernadero orientado al sur (hemisferio norte) o al norte (hemisferio sur)
- Detalles del invernadero
- Sistemas combinados
- Almacenamiento de larga duración

### Rendimiento energético
- Aislamiento térmico móvil
- Reflectores solares
- Protección solar
- Aislamiento exterior (Ver EIFS)
- Refrigeración pasiva en verano